# Fulko von Neuilly
Fulko von Neuilly († 2. Mai 1202) war ein französischer Kreuzzugsprediger.
Nach einer bewegten Jugend trat er als Prediger auf, wobei er den Kreditwucher anprangerte, den Hochmut des Adels geißelte, und Prostituierten half, sich freizukaufen. Er erlangte bald große Bekanntheit aufgrund seiner Frömmigkeit, vor allem aber seiner Beredsamkeit.
1191 wurde er Pfarrer in Neuilly-sur-Marne, seine theologische Ausbildung erhielt er bei Pierre le Chantre in Paris. 1198 gründete er die Zisterzienserinnen-Abtei Saint-Antoine-des-Champs in Paris.
Im gleichen Jahr rief Papst Innozenz III. zum Vierten Kreuzzug auf, stieß damit aber beim französischen Adel auf wenig Begeisterung.
„In Frankreich war das wichtigste Predigerwerkzeug des Papstes der umherziehende Fulko von Neuilly, der sich seit langem bemüht hatte, einen Kreuzzug ins Leben zu rufen. Er war weithin berühmt wegen seiner Unerschrockenheit im Angesicht der Fürsten, wie zum Beispiel, als er König Richard befahl, er solle seinen Stolz und seinen Geiz und seine sinnlichen Gelüste fahren lassen. Auf Geheiß des Papstes zog er im Lande umher und überredete das Bauernvolk dazu, seinen Grundherren in den Heiligen Krieg zu folgen.“
„Im November 1199 lud Graf Theobald III. von Champagne seine Freunde und Nachbarn zu einem Turnier auf seine Burg Écry an der Aisne. Als das Lanzenstechen vorüber war, wandte sich die Unterhaltung zwischen den Herren der Notwendigkeit eines neuen Kreuzzugs zu. Es war dies eine Sache, die dem Grafen sehr am Herzen lag; denn er war der Neffe von Richard Löwenherz und Philipp Augustus und Bruder des Grafen Heinrich, der in Palästina regiert hatte. Auf seinen Vorschlag wurde ein Wanderprediger namens Fulk von Neuilly hereingerufen, um zu den Gästen zu sprechen. Von seiner Beredsamkeit befeuert, schwor die ganze Gesellschaft, das Kreuz zu nehmen; und ein Bote wurde ausgeschickt, um den frommen Entschluss dem Papst mitzuteilen.“
Fulko starb, bevor der Kreuzzug nach Konstantinopel umgeleitet wurde. Seine Zeitgenossen bezichtigten ihn, einen Teil des für den Kreuzzug gesammelten Geldes veruntreut zu haben.